# 拉祖姆诺耶
拉祖姆诺耶（羅馬化：Razumnoye），是俄罗斯别尔哥罗德州的市级镇，属别尔哥罗德区，位于中俄罗斯高地，在顿河流域内北顿涅茨河支流拉祖姆纳亚河（Разумная）畔，距州首府别尔哥罗德约9（5.6英里）。
2021年有人口21,216人；2010年人口16,600；2002年人口15,302；1989年人口10,727。